# Ludivine Sagnier
Ludivine Sagnier, född 3 juli 1979 i La Celle-Saint-Cloud i Frankrike, är en fransk skådespelerska och fotomodell. Sagnier har medverkat i flera av François Ozons filmer. Hon medverkade också i filmen Peter Pan år 2003 som Tingeling samt har bland annat spelat "Sylvia" i den tvådelade fransk-kanadensisk-italienska fimen Mesrine (Mesrine: Killer Instinct och  Mesrine: Public Enemy Number One) 2008.